# Chaoyang (socken i Kina, Sichuan, lat 30,49, long 106,43)
Chaoyang (kinesiska: 潮阳乡, 潮阳) är en socken i Kina. Den ligger i provinsen Sichuan, i den sydvästra delen av landet, omkring 230 kilometer öster om provinshuvudstaden Chengdu.
Genomsnittlig årsnederbörd är 1 451 millimeter. Den regnigaste månaden är juni, med i genomsnitt 287 mm nederbörd, och den torraste är december, med 12 mm nederbörd.